# Mermessus undulatus
Mermessus undulatus är en spindelart som först beskrevs av James Henry Emerton 1911.  Mermessus undulatus ingår i släktet Mermessus och familjen täckvävarspindlar. Inga underarter finns listade i Catalogue of Life.